# ペルー海流

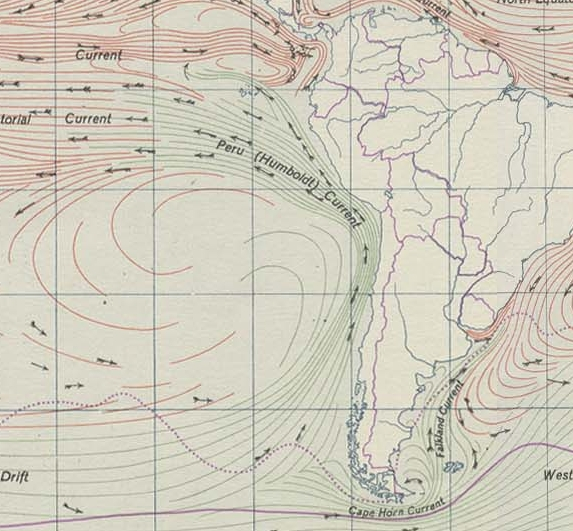
ペルー海流

ペルー海流（ペルーかいりゅう、英: Peru Current）とは、南アメリカ大陸の西岸に沿って北上する海流で沿岸よりと沖合の二条の流帯に区分される。寒流で大気を冷却し、その結果海水が蒸発しないため雲ができにくく、降雨がなくなるため沿岸国チリのアタカマ砂漠を生じさせた。また、ガラパゴス諸島が赤道直下であるにもかかわらず過ごしやすいのは、この海流に起因する。プランクトンが豊富でアンチョビの漁獲が多い。別名、フンボルト海流（英: Humboldt Current）。

## 詳細
幅は比較的広いが、流速が小さいので流量は毎秒1000～1500万トンにすぎない。この海流域は北太平洋のカリフォルニア海流域に類似し、南極海に端を発する寒流である上に、下層水の湧昇があるために、チリ、ペルー沿岸域の表面水温は同緯度の海水温よりも7-8℃も冷たい。湧昇は南よりの卓越風によって沿岸域で顕著であるが、200m内外の比較的浅い層に限られている。沖合流の北限は平均的には赤道のやや南にあって、ここから南赤道海流につながっているが、岸よりの流れの北限は季節や年度によってかなり変動する。北半球の夏には赤道を越えて赤道反流と接触するが、冬はあまり北上せず、赤道反流系水がエクアドル近海まで南下することが多い。南下が著しいときにはペルーの海岸乾燥地帯に異常な降雨が起こり、洪水になることがある。また沿岸部に温水が押し寄せ海況が一変するため、プランクトンや魚類が大量に死に、海浜はその残骸によって覆われ、海水中には硫化水素が発生する。このため水色が変わり、船舶のペイントが黒くなるカヤオ・ペインター（Callao Painter）という現象が起こる。またペルー、チリ沖の中層に南向きの反流が岸から200km以内の範囲に存在する。その中心の深さは赤道付近で100m以下、南緯35°では300mと南ほど深い。この反流は北上するペルー海流より、南緯25°以北では低塩分、以南では高塩分である。したがって、表層水の塩分に及ぼす湧昇の影響はペルー沖合とチリ沖合とでは逆になる。